# 周峰 (官员)
周峰（1921年10月—2007年12月），男，江西临川人，中华人民共和国政治人物。曾任中共杭州市委书记、杭州市人民政府市长、杭州市政协主席。